# Лошаки (Рязанская область)
Лошаки — деревня в Милославском районе Рязанской области, входит в состав Липяговского сельского поселения. 

## География
Расположено на берегу Дона в 23 км на юг от центра поселения села Липяги и в 38 км на запад от райцентра посёлка Милославское.

## История
Вместо деревянной Спасской церкви, построенной В. А. Аксеновой в 1856 г., Спасская церковь с приделами в честь иконы Божией Матери Троеручицы и св. Николая в селе начата постройкою в семидесятых годах XIX столетия на средства Данковскаго купца Александра Егорова, храм освящен в 1879 году.
В XIX — начале XX века село являлось центром Лошаковской волости Данковского уезда Рязанской губернии. В 1906 году в селе было 38 дворов.
С 1929 года село входило в состав Княжевского сельсовета Чернавского района Рязанского округа Московской области, с 1937 года — в составе Рязанской области, с 1959 года — в составе Прямоглядовского сельсовета Милославского района, с 2005 года — в составе Липяговского сельского поселения.

## Население
| 1859 | 1906 | 2010 |
| ---- | ---- | ---- |
| 539  | ↘240 | ↘0   |

## Достопримечательности
В деревне расположена недействующая Церковь Воскресения Христова (1879).